# Isochromodes punctata
Isochromodes punctata là một loài bướm đêm trong họ Geometridae.